# جاي ويليام ديفيس
جاي ويليام ديفيس (بالإنجليزية: J. William Davis)‏ ( 1908  م) هو أكاديمي أمريكي.